# Svidnja
Svidnja (bulgariska: Свидня) är ett distrikt i Bulgarien.   Det ligger i kommunen Obsjtina Svoge och regionen Sofijska oblast, i den västra delen av landet, 28 km norr om huvudstaden Sofia.
I omgivningarna runt Svidnja växer i huvudsak lövfällande lövskog. Runt Svidnja är det ganska glesbefolkat, med 28 invånare per kvadratkilometer.